# Мартиньи-Курпьер
Мартиньи-Курпье́р (фр. Martigny-Courpierre) — коммуна во Франции, находится в регионе Пикардия. Департамент коммуны — Эна. Входит в состав кантона Лан-2. Округ коммуны — Лан.
Код INSEE коммуны — 02471.

## Население
Население коммуны на 2010 год составляло 118 человек.
| 1962 | 1968 | 1975 | 1982 | 1990 | 1999 | 2010 |
| ---- | ---- | ---- | ---- | ---- | ---- | ---- |
| 121  | 115  | 105  | 91   | 103  | 122  | 118  |

## Экономика
В 2010 году среди 78 человек трудоспособного возраста (15—64 лет) 61 были экономически активными, 17 — неактивными (показатель активности — 78,2 %, в 1999 году было 77,3 %). Из 61 активных жителей работали 58 человек (32 мужчины и 26 женщин), безработных было 3 (0 мужчин и 3 женщины). Среди 17 неактивных 5 человек были учениками или студентами, 4 — пенсионерами, 8 были неактивными по другим причинам.